# Gordon Allpress
Gordon James Allpress (Christchurch, 12 juni 1949) is een Nieuw-Zeelands darter die uitkwam voor de WDF. 

## Carriére
Allpress bereikte de laatste 32 van het World Professional Darts Championship 1981 en de World Professional Darts Championship 1982.

## Resultaten op wereldkampioenschappen

### BDO
- 1981: Laatste 32 (verloren van Jocky Wilson 0-2)
- 1982: Laatste 32 (verloren van David Miller 1-2)

### WDF
- 1979: Laatste 32 (verloren van Billy Mateer 1-4)
- 1981: Laatste 16 (verloren van Dan Pucillo 2-4)